# Пенинсула Балканика
„Пенинсула Балканика“ (на румънски: Peninsula Balcanică, в превод Балкански полуостров) е румънски вестник, излизал в Букурещ. Вестникът е издаван в периода 1 януари 1893 - 27 ноември 1894, 23 януари 1900 - 4 март 1901 година. Позаглавието му е национален орган на румънците в Македония, седмичник (organ naţional al românilor din Macedonia, săptămânal). За кратко името на вестника е променено на „Газета Мачедонией“ (Gazeta Macedoniei) с подзаглавие седмичен орган на културното общество Лига Балканика (organ săptămenal al Societăţii culturale Liga Balcanică), между 1 април - 30 септември 1912 година с подзаглавие политически орган на румънците около река Дунав (organ politic al românilor din dreapta Dunării), и отново от 20 януари 1913 година. Сътрудници и автори на вестника са Константин Белимаче, Петру Вулкан, Зику Арая и други, а негов основател е Стефан Михайляну. Той е убит на 22 юли 1900 година от дейци на ВМОРО и ВМОК, тъй като на страниците на вестника често издава тайни на организациите и ги критикува.
Още веднъж вестникът се появява на 6 май 1923 година. Позаглавието му е Месечен орган за защита на правата на румънците на Балканите). Печата се в печатница „Ромъна“, улица „11 юни“ №66. Отговорен редактор Толи Хаджигогу. Статиите често са подписани от редакторите или от известни интелектуалци, свързани с арумънската кауза и като цяло имат културен характер - има и литературна притурка. Сред авторите са Георге Мурну, Николае Бацария, Чезар Папакостя, Симон Мъндреску, Теодор Капидан, Таке Папахаджи, Арон Котруш, Константин Константе, Нуши Тулиу. От 1924 година основната задача на изданието е подготовката на емиграцията на арумъните от балканските страни и колонизацията на Южна Добруджа..